# Crown Jewel (2018)
Crown Jewel 2018  là một sự kiện đấu vật chuyên nghiệp pay-per-view (PPV) và của WWE Network sản xuất bởi WWE cho Raw và SmackDown. Nó diễn ra vào ngày 2 tháng 11 năm 2018, tại Sân vận động Đại học Nhà vua Saud ở Riyadh, Ả Rập Saudi. Sự kiện này là sự kiện thứ hai WWE tổ chức tại Ả Rập Saudi và tổ chức giải đấu WWE World Cup lần đầu tiên "để xác định người xuất sắc nhất thế giới". Nó cũng đánh dấu sự trở lại trong sàn đấu của Shawn Michaels, người đã nghỉ hưu năm 2010, cũng như sự trở lại của Hulk Hogan, một người đã không xuất hiện trên truyền hình WWE kể từ vụ bê bối năm 2015, làm người dẫn chương trình.
Show diễn bao gồm mười hai trận đấu, bao gồm một trận đấu trước buổi diễn. Trong sự kiện chính, D-Generation X (Triple H và Shawn Michaels) đã đánh bại The Brothers of Destructions (The Undertaker và Kane). Trong trận đấu áp chót, Shane McMahon đánh bại Dolph Ziggler để giành World Cup WWE sau khi thay thế The Miz, người bị không thể thi đấu sau khi đã đủ điều kiện thi đấu trận chung kết. Trong các trận đấu nổi bật khác, The Bar giữ lại đai vô địch SmackDown Tag Team Championship trước The New Day, AJ Styles đánh bại Samoa Joe để giữ đai WWE Championship, và Brock Lesnar đánh bại Braun Strowman để giành chức vô địch thế giới trống lần thứ hai.
Do những tranh cãi xung quanh vụ giết Jamal Khashoggi, WWE đã phải đối mặt với những chỉ trích gay gắt vì tiếp tục sự kiện bất chấp vụ giết người và được nhiều bên yêu cầu ngừng liên doanh tại Ả Rập Saudi. Cuộc tranh cãi cũng dẫn đến hàng đầu của công ty babyfaces, John Cena và Daniel Bryan, tẩy chay chương trình. Sự kiện này đã gặp phải những đánh giá tiêu cực, đặc biệt là sự kiện chính, trận đấu tranh đai Universal Championship và trận chung kết World Cup.

## Kết quả
| Số. | Kết quả | Thể thức                                                  | Thời gian |
| --- | --- | --------------------------------------------------------- | --------- |
| 1 P | Shinsuke Nakamura (c) đánh bại Rusev                                                                        | Trận đấu đơn cho WWE United States Championship           | 9:30      |
| 2 | Rey Mysterio đánh bại Randy Orton                                                                           | Trận tứ kết World Cup WWE                                 | 5:25      |
| 3 | Miz đánh bại Jeff Hardy                                                                                     | Trận tứ kết World Cup WWE                                 | 6:58      |
| 4 | Seth Rollins đánh bại Bobby Lashley (với Lio Rush)                                                          | Trận tứ kết World Cup WWE                                 | 5:25      |
| 5 | Dolph Ziggler (với Drew McIntyre) đánh bại Kurt Angle                                                       | Trận tứ kết World Cup WWE                                 | 8:15      |
| 6 | Bar (Cesaro và Sheamus) (c) (với Big Show) đã đánh bại Ngày mới (Big E và Kofi Kingston) (với Xavier Woods) | Trận đấu đồng đội cho Giải vô địch đồng đội WWE SmackDown | 10:32     |
| 7 | Miz đánh bại Rey Mysterio                                                                                   | Trận bán kết World Cup WWE                                | 11:10     |
| 8 | Dolph Ziggler (với Drew McIntyre) đánh bại Seth Rollins                                                     | Trận bán kết World Cup WWE                                | 13:05     |
| 9 | AJ Styles (c) đánh bại Samoa Joe                                                                            | Trận đấu đơn cho WWE Championship                         | 11:10     |
| 10 | Brock Lesnar (cùng Paul Heyman) đánh bại Braun Strowman                                                     | Trận đấu đơn cho Giải vô địch WWE còn trống               | 3:16      |
| 11 | Shane McMahon 1 đánh bại Dolph Ziggler                                                                      | Trận chung kết World Cup WWE                              | 2:30      |
| 12 | D-Generation X (Triple H và Shawn Michaels) đánh bại The Brothers of Destruction (The Undertaker và Kane)   | Trận đấu đồng đội                                         | 27:50     |
| - (c) - đề cập đến (các) nhà vô địch bước vào trận đấu - P - cho biết trận đấu diễn ra trong buổi diễn trước | |                                                           |           |

### WWE World Cup

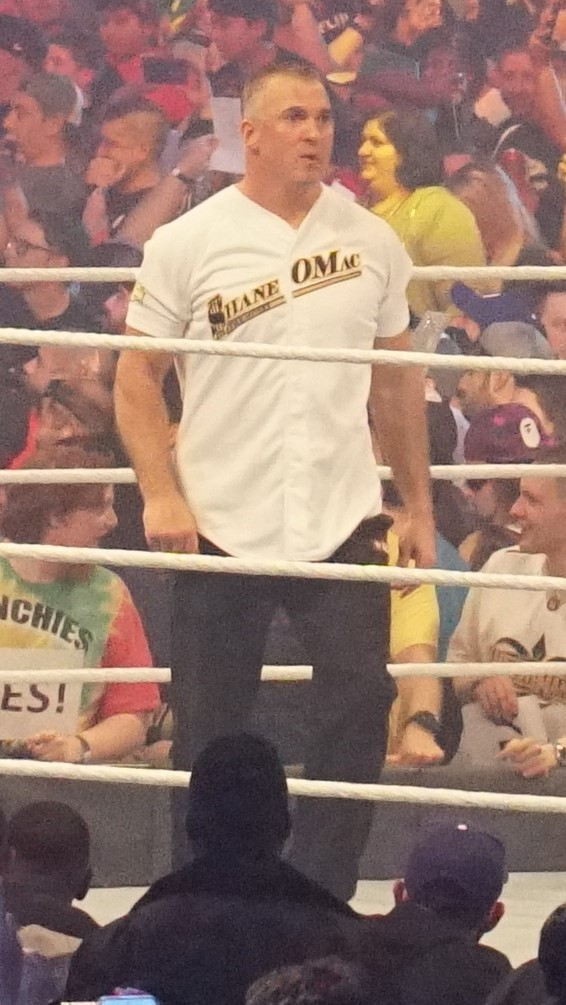
Shane McMahon, người chiến thắng giải đấu WWE World Cup

World Cup WWE là một giải đấu loại tám người duy nhất để xác định "tốt nhất thế giới". Bốn người tham gia đến từ Raw và bốn người tham gia đến từ SmackDown. Những người tham gia từ Raw và SmackDown phải đối mặt với các đối thủ của thương hiệu của họ cho đến khi một thành viên của thương hiệu của họ bị bỏ lại, sau đó, người vào chung kết từ Raw phải đối mặt với người vào chung kết từ SmackDown. John Cena ban đầu được công bố là người tham gia trực tiếp vì những thành tựu trước đây của anh ấy trong WWE, nhưng đã được thay thế bởi Bobby Lashley sau khi anh ấy từ chối hợp pháp để làm việc cho chương trình sau sự kiện Khashoggi.
|  | Tứ kết        | Tứ kết        | Tứ kết         |                |               | Bán kết       | Bán kết | Bán kết |  |  | Chung kết | Chung kết | Chung kết |  |
|  |               |               |                |                |               |               |         |         |  |  |           |           |           |  |
|  | Seth Rollins  | Seth Rollins  | 5:25           |                |               |               |         |         |  |  |           |           |           |  |
|  | Seth Rollins  | Seth Rollins  | 5:25           |                |               |               |         |         |  |  |           |           |           |  |
|  | Bobby Lashley | Bobby Lashley | Pin            |                |               |               |         |         |  |  |           |           |           |  |
|  | Bobby Lashley | Bobby Lashley | Pin            |                | Seth Rollins  | Seth Rollins  | Pin     |         |  |  |           |           |           |  |
|  | Raw           |               |                |                | Seth Rollins  | Seth Rollins  | Pin     |         |  |  |           |           |           |  |
|  |               |               | Dolph Ziggler  | Dolph Ziggler  | 13:05         |               |         |         |  |  |           |           |           |  |
|  | Kurt Angle    | Kurt Angle    | Dolph Ziggler  | Dolph Ziggler  | 13:05         | Pin           |         |         |  |  |           |           |           |  |
|  | Kurt Angle    | Kurt Angle    |                |                |               |               |         |         |  |  |           |           |           |  |
|  | Dolph Ziggler | Dolph Ziggler | 8:15           |                |               |               |         |         |  |  |           |           |           |  |
|  | Dolph Ziggler | Dolph Ziggler | 8:15           |                | Dolph Ziggler | Dolph Ziggler | Pin     |         |  |  |           |           |           |  |
|  |               |               |                |                |               |               |         |         |  |  |           |           |           |  |
|  |               |               | Shane McMahon1 | Shane McMahon1 | 2:29          |               |         |         |  |  |           |           |           |  |
|  | Rey Mysterio  | Rey Mysterio  | Shane McMahon1 | Shane McMahon1 | 2:29          | 5:25          |         |         |  |  |           |           |           |  |
|  | Rey Mysterio  | Rey Mysterio  |                |                |               |               |         |         |  |  |           |           |           |  |
|  | Randy Orton   | Randy Orton   | Pin            |                |               |               |         |         |  |  |           |           |           |  |
|  | Randy Orton   | Randy Orton   | Pin            |                | Rey Mysterio  | Rey Mysterio  | Pin     |         |  |  |           |           |           |  |
|  | SmackDown     |               |                |                | Rey Mysterio  | Rey Mysterio  | Pin     |         |  |  |           |           |           |  |
|  |               |               | The Miz        | The Miz        | 11:10         |               |         |         |  |  |           |           |           |  |
|  | Jeff Hardy    | Jeff Hardy    | The Miz        | The Miz        | 11:10         | Pin           |         |         |  |  |           |           |           |  |
|  | Jeff Hardy    | Jeff Hardy    |                |                |               |               |         |         |  |  |           |           |           |  |
|  | The Miz       | The Miz       | 6:58           |                |               |               |         |         |  |  |           |           |           |  |

^1   - Shane McMahon là người thay thế cho The Miz, người không thể thi đấu.